# Rivolta di Creta del 1897-1898

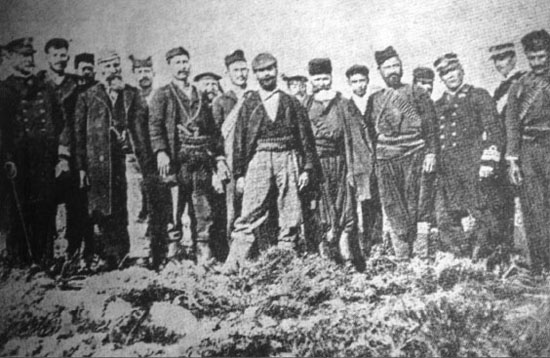
Eleutherios Venizelos attorniato dai rappresentanti delle grandi potenze.

La rivolta di Creta del 1897-1898 fu un'insurrezione del popolo greco al dominio secolare dell'impero ottomano, padroni dell'isola dal 1669. Questo conflitto portò alla fine del dominio ottomano dell'isola ed alla fondazione di uno stato autonomo, posto sotto la protezione del principe Giorgio di Grecia, nominato alto commissario di Creta (1898-1906).

## Antefatto
La conquista ottomana di Creta avvenne nel 1669, con l'occupazione di Candia, che pose così fine al veneziano regno di Candia e fece divenire l'isola una provincia (vilayet) ottomana. A seguito poi dell'indipendenza della Grecia nel 1821, anche a Creta si concretizzò un movimento irredentista antiottomano, che mirava all'unione dell'isola col resto del Paese balcanico; la stessa popolazione cretese, dalla fine del XIX secolo, si rivoltò più volte dunque al dominio ottomano, i cui tentativi d'insurrezione più feroci furono quelli del 1866, del 1878 e del 1897-1898, il tutto nella speranza di porre in risalto la situazione dell'isola presso le grandi potenze europee e, di conseguenza, di convincerle a patrocinarne la causa.

## 1895: L'ultimo anno di dominazione ottomana

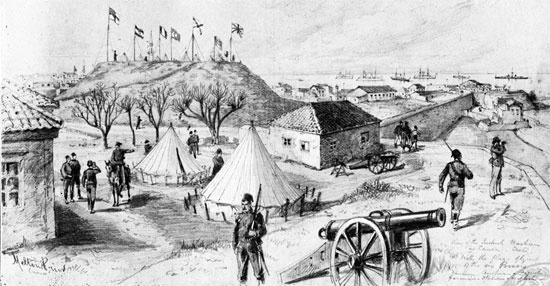
Soldati turchi ottomani a Creta nel 1897-1898 con sullo sfondo le bandiere delle grandi potenze.

Nel 1895 il massacro degli armeni in Anatolia scosse profondamente l'opinione pubblica internazionale, motivo per cui le grandi potenze iniziarono a prestar attenzione ai disordini scoppiati a Creta. Il 3 febbraio 1895 dei rappresentanti delle diverse province cretesi (Apokoronas, Kydoniai, Sfakia, Retimo e Agios Vasileios) si riunirono a Klema, presso La Canea, dove redassero un memorandum che fu inviato alla Grecia e alle grandi potenze, dove si domandava la designazione di un governatore cretese per l'isola e la protezione da parte delle potenze internazionali. Sull'isola, per mostrare la sua buona volontà, la Sublime porta rimpiazzò i suoi governatori esistenti con il cretese Alexander Karatheodori Pasha.
I cretesi d'origine greca furono favorevoli a questa nomina, al contrario però di quelli d'origine turca, che si organizzarono in bande terroristiche, perpetrando massacri di cristiani al fine d'obbligare Karatheodoris alle dimissioni. In risposta, gruppi di cristiani effettuarono rappresaglie contro i musulmani. L'Assemblea chiese il ripristino delle clausole del Patto di Halepa del 1878, favorevole ai cristiani. Alexander Karatheodoris, alla fine, si dimise il 18 giugno 1895.
L'insurrezione del 1897 indusse l'Impero ottomano a dichiarare guerra al Regno di Grecia, spingendo il Regno Unito, la Francia, l'Italia e la Russia ad intervenire sulla base del fatto che l'Impero ottomano non poteva più mantenere il controllo.
Entro marzo 1897, le grandi potenze avevano deciso di ripristinare l'ordine nell'isola, che fu sottoposta ad un comitato di quattro ammiragli. Il comitato rimase in carica fino all'arrivo del principe Giorgio, figlio del re di Grecia Giorgio I, come primo alto commissario (in greco Αρμοστής?) di una sorta di governatorato di Creta, il 9 dicembre 1898. Le forze turche erano state già espulse nel corso di quello stesso 1898, e fu istituito uno Stato autonomo di Creta, rimasto tuttavia formalmente sotto la sovranità ottomana in cui l'ordine era garantito da una forza militare internazionale.